# Diagrama de Pourbaix

Diagrama de Pourbaix del hierro.

En química, un diagrama de Pourbaix traza un equilibrio estable en las fases de un sistema electroquímico acuoso. Los límites de iones predominantes son representados por líneas. Como tal, la comprensión de un diagrama de Pourbaix es similar a la de un diagrama de fases. El diagrama tienen el nombre de Marcel Pourbaix, químico belga que lo creó en 1938.
Los diagramas de Pourbaix también son conocidos como los diagramas de Eh-pH, debido a la rotulación de los dos ejes. El eje vertical se denomina Eh para el potencial de voltaje con respecto al electrodo estándar de hidrógeno (SHE), calculada por la ecuación de Nernst. La "h" significa hidrógeno, aunque normalmente se pueden utilizar otros elementos.
{\displaystyle Eh=E^{0}-{\frac {0.0592}{n}}\log {\frac {[C]^{c}[D]^{d}}{[A]^{a}[B]^{b}}}}
El eje horizontal es la etiqueta de pH para el registro de función de la concentración de iones del hidrógeno.
{\displaystyle \mathrm {pH} =-\log[H^{+}]}

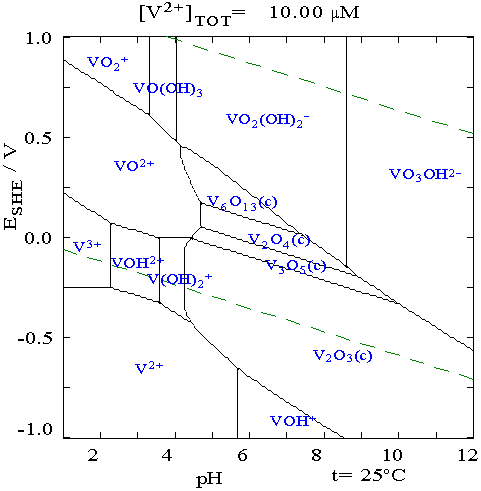
Diagrama de Pourbaix del vanadio.

Las líneas de los iones se dibujan en una unidad (alrededor de 1 M) y representan el equilibrio de la concentración. Las líneas adicionales se pueden sacar para otras concentraciones, por ejemplo, 10-3 M o 10-6 M
Si bien estos diagramas se pueden extraer de cualquier sistema químico, es importante señalar que la adición de un agente de unión de metal (ligando) a menudo modificará el esquema. Por ejemplo, el carbonato tiene un gran efecto sobre el diagrama de uranio.
Además, la temperatura y la concentración de iones en disolución solvatada cambiará las líneas de equilibrio de acuerdo con la ecuación de Nernst.
Un diagrama simplificado de Pourbaix indica las regiones de "inmunidad", "corrosión" y "pasividad", en lugar de las especies estables. De este modo, dará una guía para la estabilidad de un metal en un entorno específico. Inmunidad significa que el metal no es atacado, mientras que muestra la corrosión que produce el ataque general. Pasivación se produce cuando el metal forma una capa estable de un óxido u otra sal en su superficie, el mejor ejemplo es la relativa estabilidad de aluminio debido a la capa de alúmina formada en su superficie cuando se expone al aire.